# Christina Hillesheim
Christina Hillesheim (* 8. Februar 1982 in München) ist eine deutsche Influencerin und Sachbuch-Autorin.

## Leben
Christina Hillesheim studierte nach ihrem Abitur an der Ludwig-Maximilians-Universität in München Soziologie nd schloss im Jahr 2008 mit Diplom ab.
Seit ihrer Kindheit litt Hillesheim unter einer Angststörung, die im Jahr 2016 in einem Burnout gipfelte.
Sie beendete ihre Karriere als Chefredakteurin bei einem Fachmagazin für Markt- und Medienforschung und orientierte sich noch einmal komplett neu. 2017 rief sie ihren Blog "Happy Dings" ins Leben, auf dem sie seither Selbsthilfe-Tipps und ihre eigenen Erfahrungen rund um die Themen "Ängste überwinden" und "Selbstliebe stärken" teilt.
.
Seit 2019 betreibt Hillesheim außerdem den Podcast „1x Burnout und zurück“.
Mit ihrem dritten Buch "Entspannt statt ausgebrannt" stieg sie 2023 auf Platz 3 der Spiegel-Bestsellerliste in der Rubrik Ratgeber Leben und Gesundheit ein.

## Bücher
- Mein Happiness-Coach: Finde dein Glück in allen Lebensbereichen, arsEdition, 2020, 2. Edition 2020, ISBN 978-3-8458-3619-5
- Happy Vibes: Dein Wochenplaner mit Impulsen für ein erfüllteres Leben, arsEdition, 2020, 2. Edition 2020, ISBN 978-3-8458-3665-2
- Entspannt statt ausgebrannt: 25 Lektionen, um gelassener durchs Leben zu gehen, Komplett-Media, 2023, ISBN 978-3-8312-0618-6
- Entspannt statt ausgebrannt – Dein Übungsbuch: 100 kleine Gedanken, Tipps und Übungen für mehr Ruhe, Vertrauen und Leichtigkeit, Komplett-Media, 2023, ISBN 978-3-8312-0628-5